# Kaya Turski
Kaya Turski (* 3. Mai 1988 in Montreal) ist eine ehemalige kanadische Freestyle-Skierin. Sie startete in den Disziplinen Slopestyle und Big Air.

## Werdegang
Turski nimmt seit der Saison 2008/09 an Wettbewerben der AFP World Tour teil. Dabei erreichte sie im August 2008 mit dem dritten Platz bei den New Zealand Freeski Open in Wanaka ihre erste Podestplatzierung. Im weiteren Saisonverlauf siegte sie bei drei Wettbewerbe der Winter Dew Tour und bei den European Freeski Open in Laax. Bei den Winter-X-Games 2009 in Aspen holte sie die Bronzemedaille. Im folgenden Jahr gewann sie bei den Winter-X-Games und bei den Winter-X-Games-Europe in Tignes die Goldmedaille. Dies wiederholte sie ebenfalls in den Jahren 2011 und 2012. Bei den Freestyle-Skiing-Weltmeisterschaften 2011 in Park City holte sie die Silbermedaille. In der Saison 2011/12 siegte sie bei zwei Rennen der Winter Dew Tour. Ihr erstes FIS-Weltcuprennen absolvierte sie im März 2012 in Mammoth, welches sie auch gewann und damit auch den ersten Platz im Slopestyle-Weltcup belegte. Im Januar 2013 holte sie bei den  Winter-X-Games die Silbermedaille. Zwei Monate später wurde sie bei den Freestyle-Skiing-Weltmeisterschaften in Voss Weltmeisterin im Slopestyle und gewann bei den folgenden Winter-X-Games-Europe in Tignes die Goldmedaille. Von 2009 bis 2013 gewann sie die AFP World Tour Slopestylewertung. Im Januar 2014 holte sie erneut die Goldmedaille bei den Winter-X-Games in Aspen. Im folgenden Monat errang sie bei ihrer ersten Olympiateilnahme in Sotschi im erstmals ausgetragenen Slopestyle-Wettbewerb den 19. Platz. Bei den X-Games Oslo 2016 kam sie auf den sechsten Platz im Big Air. In der Saison 2016/17 wurde sie bei den Winter-X-Games 2017 Vierte im Big Air und bei den X-Games Norway 2017 in Hafjell Fünfte im Slopestyle.